# 定远乡 (罗山县)
定远乡，是中华人民共和国河南省信阳市罗山县下辖的一个乡镇级行政单位。

## 行政区划
定远乡下辖以下地区：
定远社区、定远村、罗庄村、七湖村、银山村、常胜村、彭楼村、黄洼村、刘店村、易店村、陈寨村、徐楼村、朱庄村、田洼村、北洼村、高冲村和春秋村。